# 单色显示适配器
单色显示适配器（Monochrome Display Adapter或MDA）是IBM在1981年用於IBM-PC的一種IBM机上的顯示介面卡，它具有80×25的文字解析度，最高支持720x350的文字解析度。比Apple II的時代（40×25）多了一倍，這種文字模式的解析度一直到現今仍是個人電腦的標準，但是因為MDA不具備繪圖的能力，因此後來便被Hercules單色繪圖卡所取代。目前MDA和Hercules介面卡已經被彩色介面卡淘汰。